# Roe (přítok Missouri)
Roe (anglicky Roe River) je řeka v americkém státě Montana v USA. Se svými 61 m délky je považována za nejkratší řeku na světě.

## Průběh toku
Teče mezi městy Giant Spring a Great Falls. Vzniká v pramenech Giant Springs a ústí do Missouri.

## Využití
O její popularitu se postarali studenti Lincolnské základní školy z Great Falls Molly A. Petersen a fotbalista Dallas Neil, když vystoupili v Tonight Show jako součást programu.
Konkurentem této nejkratší řeky je také D River v Oregonu, jejíž délka ale oproti Roe River závisí na přílivu. Její nejmenší délka tak může během odlivu dosahovat pouhých 36 metrů.